# Васинівська волость
Васинівська волость — історична адміністративно-територіальна одиниця Олександрівського повіту Катеринославської губернії.
Станом на 1886 рік складалася з 6 поселень, 6 сільських громад. Населення — 1060 осіб (559 чоловічої статі та 501 — жіночої), 159 дворових господарств.
|                     | Площа, десятин | У тому числі орної, дес. |
| ------------------- | -------------- | ------------------------ |
| Сільських громад    | 1288           | 973                      |
| Приватної власності | 10699          | 5018                     |
| Казенної власності  | —              | —                        |
| Іншої власності     | —              | —                        |
| Загалом             | 11987          | 5991                     |

Основні поселення волості:
- Васинівка — колишнє власницьке село при річці Жеребець за 52 версти від повітового міста, 241 особа, 54 двори.